# Stade Pervomaisky
 (avril 2025).
Si vous disposez d'ouvrages ou d'articles de référence ou si vous connaissez des sites web de qualité traitant du thème abordé ici, merci de compléter l'article en donnant les références utiles à sa vérifiabilité et en les liant à la section « Notes et références ».
Le Stade Pervomaisky (en russe : Стадион "Первомайский") est un stade omnisports de 5 000 places situé à Penza, en Russie.

## Histoire
Le stade est inauguré en 2007. Il est situé dans le quartier de Pervomaisky, au Sud-Ouest de Penza. Le stade s'inscrit dans un complexe multisport, avec un terrain  doté d'une piste d'athlétisme (stade principal), un terrain de football (tribune de 680 places), un terrain de mini-football, 7 courts de tennis (le court principal comprend 626 places), ainsi qu'une salle de sport. 
Le stade principal est le stade du Lokomotiv Penza, qui évolue en championnat de Russie de rugby à XV. 